# ラドヴィリシュキス
ラドヴィリシュキス（リトアニア語: Radviliškis  発音）は、リトアニアの都市。都市の名前は1546年から1764年までこの街を支配していたラジヴィウ家（ラドヴィラ家）にちなむ。

## 人口
- 1823年 - 300人
- 1868年 - 469人
- 1897年 - 3,900人
- 1899年 - 4,000人
- 1923年 - 5,464人
- 1931年 - 5,741人
- 1939年 - 6,855人
- 1959年 - 12,600人
- 1970年 - 16,900人
- 1976年 - 18,900人
- 1979年 - 19,232人
- 1989年 - 21,263人
- 2001年 - 20,339人
- 2009年 - 19,404人